# 物体
物体（）は、ものとして認知しうる対象物である。すなわち、実物または実体として宇宙空間において存在するものが物体である。物理学および哲学の主要な研究対象の一つである。
物体と物質は次のように区別される。
- 物体 - その物の大きさ・形など、外見に着目した時に言う。
- 物質 - その物の構造・構成元素など、性質に着目した時に言う。

## 概要
物理学において、物体とは一体にまとまった質量の集合である。例えば、野球のボールは物体と見なせるが、このボールも多数の粒子（物質の要素）から構成されている。次元としては、主に一次元の時間軸を伴う三次元の物体を扱うことが多い。
哲学、特に形而上学の分野の存在について考察する存在論において、物体とは特定の時間内に空間の特定の軌道に存在する対象である。それに対して、どんな特定の時間や場所にも存在しない数学的対象のような抽象的対象がある。
一般的概念では、物体は物理世界においてエクステンションを持つ（空間を占有する）が、これに挑戦する量子力学および宇宙論などの理論もある。

## 物理学における物体
物体は、古典力学、量子力学の理論によって記述され物理機器による実験を行うことができるような対象である。この理論や実験の作業は、ある時間の範囲で空間中における物体の位置（座標）の軌道を決定することや、物体に力を及ぼすことによってその軌道を操作することも含む。物理学における物体を物理的対象 (physical object) とも言う。
古典力学において、物体はエネルギーだけでなく質量を持ち、3次元の空間を占有し（エクステンションを持つ）、空間内の位置の軌道を持ち、ある期間に存在し続けるものである。それは実験における研究の対象であり物理法則または物理理論によって記述される対象である。それは全体として一つのまとまったものとみなされるが、より小さい物体の集合によって構成されているであろう（ただし、素粒子はそれ以上小さい要素には分割できない）。例えば、重りやボール、陽子および惑星などは物体である。  
例えば、重力は物体を加速する。もし支えがなければ、物体は引力により自由落下し、位置の変化が生じる。ただし、力は物体の位置の変化ではなく、物体の位置の変化率すなわち速度の変化に影響を与える。
しかし、量子力学および宇宙論においては、いくつかの素粒子は物体ではなく、時空の中の物理的空間を占有しない（エクステンションのない）単なる点であるか、もしくは弦理論またはM理論における素粒子のように少なくとも空間の一次元を占める（エクステンションを持つ）ものであるいう議論がある。

## 哲学における物体
物体は、時間の特定の期間にわたって特定の空間の軌道に持続して存在し、世界の物理空間を占有する（エクステンションを持つ）ものである。例えば、物理学によって研究されているように。物体の例として、雲、人体、重り、ビリヤードの球、テーブル、または陽子がある。これは精神世界や数学的対象に存在する精神的対象のような抽象的対象とは対照的である。他にも物体ではない例として、感情、"正義"の概念、嫌悪の感覚または数の"3"がある。ジョージ・バークリーの観念論のようないくつかの哲学では、物体は精神的対象 (mental object) であるが、依然視野の空間を占有する（エクステンションを持つ）ものである。

## 心理学における物体
心理学のいくつかの分野では、物体は物理的性質を持った物理的対象であり、精神的対象と対比される。ただし、物体の解釈は学派に依存する。（還元主義的）行動主義心理学においては、物体およびその物性は（単に）研究の意味がある対象のことである。近年の行動心理療法においては、物体とは目的指向行動療法のための意味というだけのものである。一方、身体心理療法においては、それは研究の意味があるだけのものを指すのではないが、物体に生じる感覚が物体自身の目的であるとする。認知心理学においては、機能主義学派と同様に、物体は、おそらく物体ではないであろう心を理解するための研究対象である。すなわち、物体に対する生物学的な考察を行う。